# 春日神社 (豊中市宮山町)
春日神社（かすがじんじゃ）は、大阪府豊中市宮山町にある神社である。社殿北側のつつじの園は満開時、大勢の見物客で賑う。

## 歴史
創建は不詳であるが、伝記には承和2年（835年）に社殿の修繕をしたと伝えられる。以来、旧桜井谷村の地の神として親しまれてきた。
延元3年（1338年）兵火に遭い焼失、その後は仮殿に神霊を納めた。そして文明15年（1483年）社殿を再建する。
永正6年（1509年）、室町幕府10代将軍足利義稙に社殿152石を半減され、戦国時代には神社は荒廃した。また、織田信長が伊丹城主だった荒木村重を討伐する際に戦乱に巻き込まれて社殿が焼失、天正6年（1578年）に仮殿に神霊を納めた。
その後、安部摂津守の領地となり再建に着手、慶安3年（1650年）9月12日に祭神を遷座して現在に至っている。

## 行事

### 代表的な行事
例大祭（秋祭り）
例大祭は神社で毎年執り行われる祭祀のうち最も重要なもので、春日神社においては10月12日に行われる。午前11時より祭典が執行され、午後2時より午後9時まで神楽奉納が、午後5時20分より午後6時までだんじり囃子の奉納が行われる。
左義長（さぎちょう）
古来から、宮中で行われてきた悪魔払いとして伝えられ、民間では正月用の門松、しめ飾りなどを焼いた儀式として、江戸時代から行われてきた行事である。この神社では1月15日（小正月）にこの行事を行う。

### 行事年表
- 1月1日 - 歳旦祭
- 1月15日 - 左義長（さぎちょう）、とんと焼き
- 2月3日 - 節分祭 
  - 追儺式、お火焚き祭り（福豆撒き）（甘酒、接待）
- 4月上旬 - つつじ園開園、春祭り、英霊慰霊祭
- 6月30日 - 大祓（夏越）
- 7月12日 - 夏祭り
- 10月12日 - 例大祭（秋祭り）
- 11月中 - 七五三祭
- 12月31日 - 大祓い（年越し）、除夜祭

毎月1日には月次祭が行われる。

## 境内

拝殿

狛犬

天神社

稲荷社

薬師社

- 天神社

社殿の上にある子社であり、菅原道真を祀る。
- 稲荷社

天神社と同じく社殿の上の一帯にあり、豊受姫大神、宇賀魂大神、火産大神を祀る。
- 山神社

稲荷社周辺にあり、素盞鳴尊を祀る。
- 地蔵尊

社殿上一帯に位置し、地蔵尊を祀る。
- 大山津見社

社殿上一帯左側に位置する。大山津見大神を祀る。
- 薬師社

大山津見社左側に位置する。薬師如来（少彦名命）を祀る。
社殿前の燈籠は、延享元年（1744年）領主安部摂津守に奉献されたものである。
本社殿前に鎮座する狛犬は文政7年(1824年)に少路村、内田村（今でいう小路近辺）若中より奉献されたといわれるものである。

## 文化財
豊中市指定文化財
- 薬師如来像
- 木造漆箔薬師如来坐像

## 交通
公共交通機関
- 阪急宝塚本線 豊中駅から阪急バス宮山バス停下車すぐ
- 北大阪急行 千里中央駅から阪急バス宮山バス停下車すぐ
- 大阪モノレール 柴原阪大前駅から阪急バス宮山バス停下車すぐ

自家用車
- 府道豊中亀岡線・大阪中央環状線桜の町交差点より北へ800m